# Остенк
Остенк (словен. Ostenk) — поселення в общині Трбовлє, Засавський регіон, Словенія. Висота над рівнем моря: 529,6 м.